# Рамел
Рамел (грч. Ραχώνα, Рахона) је насељено место у општини Пела у периферији Средишња Македонија, Грчка. Према попису из 2021. године био је 461 становник.
Према бугарском географу и историчару, Василу Канчову, у Рамелу је 1900. године живело 200 Словена хришћана. Године 1924. принудно је исељено 63 мештана у Бугарску а на њихово место је насељен већи број грчких избегличких породица из Турске. На попису из 1928. године Рамел је имао 504 становника.